# Blantyre (Malawi)
Blantyre, von 1956 bis 1966 Blantyre-Limbe, ist eine Stadt in Malawi.

## Geschichte und Geografie
Blantyre wurde 1876 als erste Stadt Zentralafrikas gegründet. Blantyre ist die älteste moderne Stadt in Malawi und erhielt ihren Namen von der schottischen Stadt Blantyre, in der der Missionar und Afrikaforscher David Livingstone geboren wurde. In ihrer Nähe befand sich um 1908 der Endbahnhof der Bahnstrecke Shire Highlands Railway, der wegen einer topografisch unvorteilhaften Lage näher an das Zentrum von Blantyre verlegt wurde. In seinem Umfeld entwickelte sich ein gewerblich geprägtes Gebiet mit Handelseinrichtungen, ausgehend von der Imperial Tobacco Company und weiteren Unternehmen von zahlreichen eingewanderten indischen Handelsleuten. Aus dieser gewerblichen Konzentration entwickelte sich der Stadtraum von Limbe mit Wohnvierteln nach dem Vorbild anderer britisch-kolonialer Gartenstädte. Insgesamt wuchsen um Blantyre und Limbe Vororte in der für das südliche Afrika verbreiteten Form von Townships als zeilenartig angeordnete Kleinwohngebäude. Das ist besonders gut im Stadtteil Soche zu erkennen. Limbe und Blantyre wurden 1956 zu einer Stadt vereinigt und zehn Jahre lang hieß sie Blantyre-Limbe, seit 1966 nur noch Blantyre.
Blantyre hat rund 800.000 Einwohner (Volkszählung 2018). Die Einwohnerzahl steigt deutlich an. Bis 2050 wird mit einer Bevölkerung von 4,3 Millionen Einwohnern gerechnet.
Blantyre, auf 1.039 Meter Höhe über dem Meeresspiegel im Shire-Hochland gelegen, ist zusammen mit dem Schwesterstadtteil Limbe die zweitgrößte Stadt Malawis und das wirtschaftliche Zentrum des Landes. Zahlreiche malawische und internationale Unternehmen haben ihren Sitz bzw. ihre Niederlassung in Blantyre. Blantyre ist zudem die Hauptstadt der Südregion Malawis und verfügt über einen Präsidentenpalast. Ihr gleichnamiger District umfasst 2.012 km² mit einer Bevölkerung von 1.094.000 (2013).
Blantyre ist Sitz des Erzbistums Blantyre, das als solches seit 1959 besteht und auf die 1903 errichtete Apostolische Präfektur Shiré zurückgeht.
Bevölkerungsentwicklung der Agglomeration laut UN
| Jahr | Einwohner |
| ---- | --------- |
| 1950 | 14.000    |
| 1960 | 50.000    |
| 1970 | 140.000   |
| 1980 | 246.000   |
| 1990 | 370.000   |
| 2000 | 529.000   |
| 2010 | 701.000   |
| 2018 | 800.000   |

## Wirtschaft & Infrastruktur

### Wirtschaft
In der Hauptstadt befindet sich unter anderem die nationale Wertpapierbörse – die Malawi Stock Exchange.

### Verkehr
Blantyre verfügt über eine für Malawi gute Infrastruktur, die nur mit der der Hauptstadt Lilongwe vergleichbar ist. Die Hauptstraßen sind asphaltiert. Es gibt einen auf Linienbussen und privaten Minibussen basierenden Nahverkehr, eine Abwasserentsorgung sowie eine sichere Versorgung mit Strom und Wasser. Die gesundheitliche Versorgung wird durch ein zentrales, für Afrika gut ausgestattetes öffentliches Krankenhaus gewährleistet sowie durch einige private Kliniken ergänzt.
Blantyre verfügt mit dem Blantyre Chileka International Airport mit dem IATA-Code BLZ über den zweitgrößten Flughafen des Landes. Die Stadt liegt an einer Bahnstrecke, die die zentralen Distrikte Malawis mit Mosambik verbindet, und wird von zahlreichen nationalen und internationalen Buslinien bedient. Zwischen den größeren Städten gibt es Express-Bus-Verbindungen.

### Bildungseinrichtungen
Mit dem Polytechnikum (Technische Hochschule), dem College of Medicine und einem der zwei Campus des Kamuzu College of Nursing befinden sich drei der fünf Colleges der University of Malawi in Blantyre. Daneben gibt es diverse Schulen, darunter eine englische Highschool mit Internat. Das British Council und das Institut Français sind mit je einem Kulturzentrum vertreten. Auf halbem Weg zwischen Limbe und Blantyre befindet sich das Nationalmuseum.

### Weitere Unternehmen und Architektur
Auch Verlage und Printmedien sowie die Malawi Broadcasting Company (MBC) haben ihren Sitz in Blantyre. Die Wohnviertel sind entweder großzügige Villenareale oder landesübliche, einstöckige „Sieben-Meter-Häuser“ mit Blechdach und Glasfenstern, die in ihrer Ausstattung und Qualität sehr unterschiedlich sind.
Das Kamuzu Stadium, beherbergt seit der Eröffnung 1964 zahlreiche nationale und auch internationale Fußballspiele.

## Städtepartnerschaft
Blantyre ist Partnerstadt von:
| - Hannover in Niedersachsen, Deutschland - Norfolk in Nebraska, USA - Ndola und Kitwe in Sambia | - Quelimane in Mosambik - Daressalam in Tansania - Gweru in Simbabwe |

## Sehenswürdigkeiten
Das auffälligste Gebäude der Stadt ist die Saint Michael and All Angels Church. Die Kirche wurde von 1888 bis 1891 unter der Leitung von David Clement Ruffell Scott, einem britischen Missionar ohne Erfahrung auf dem Gebiet der Architektur, erbaut. Das älteste erhaltene Gebäude der Stadt ist das Mandala House aus dem Jahr 1882. Es wurde als Unterstützungsdepot für europäische Missionare und Pioniere errichtet und beherbergt heute eine Galerie, eine Bibliothek und eine Ausstellung zur Geschichte Malawis. Eine weitere Attraktionen sind die Tabakauktionen, die täglich in der Stadt stattfinden.

## Persönlichkeiten
- John Chilembwe (1871–1915), Baptistenprediger und malawischer Nationalheld, wurde im Distrikt Blantyre am 3. Februar 1915 auf der Flucht vor englischen Kolonialtruppen getötet
- Anthea Stewart (* 1944), südafrikanisch-simbabwische Hockeyspielerin
- Billie Zangewa (* 1973), Künstlerin
- Catherine Chikwakwa (* 1985), Langstreckenläuferin
- Amadu Ali (* 1988), Fußballspieler
- Cate Campbell (* 1992), australische Schwimmerin
- Ammara Pinto (* 1997), Schwimmerin

## Bilder

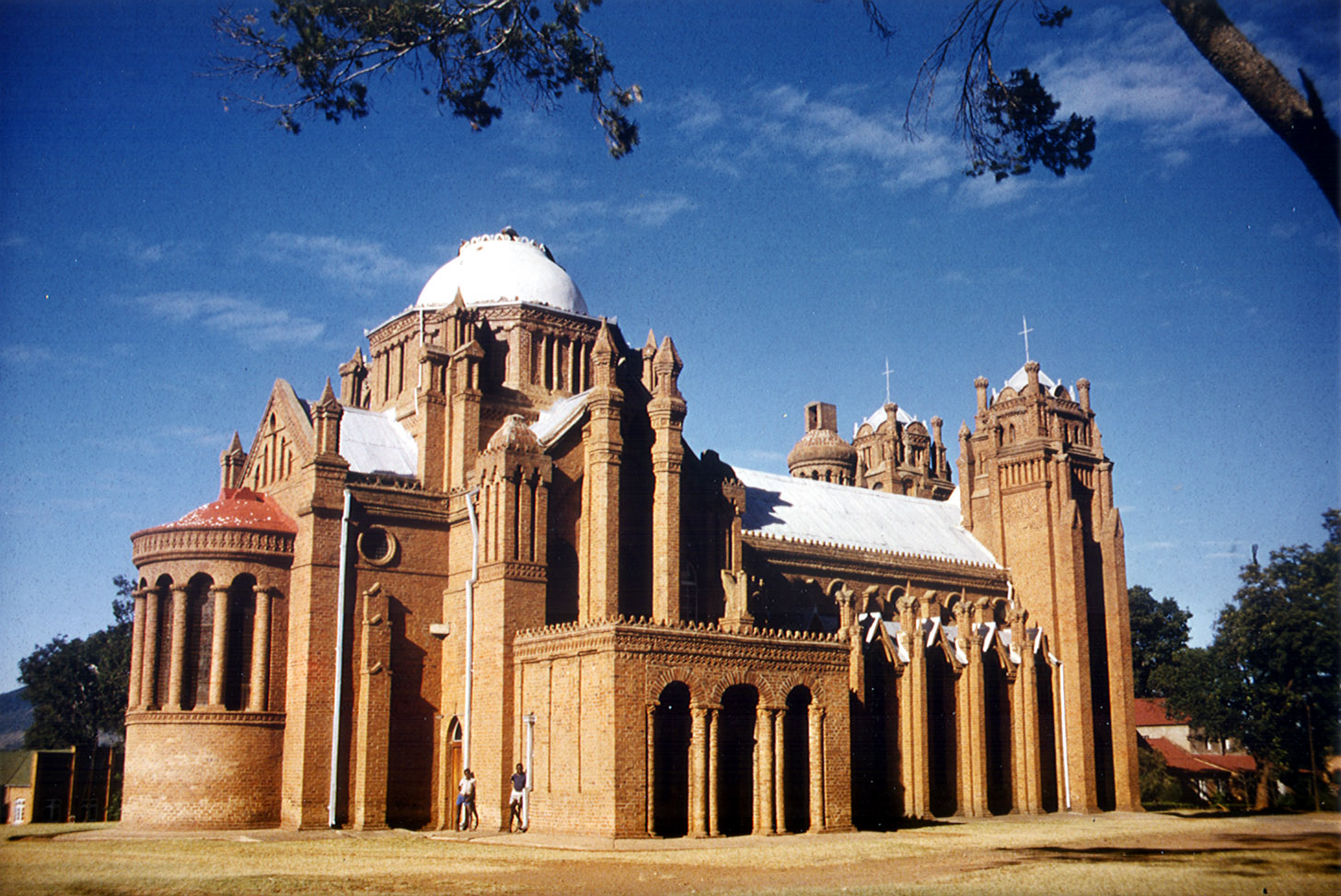
Saint Michael and All Angels Church in Blantyre
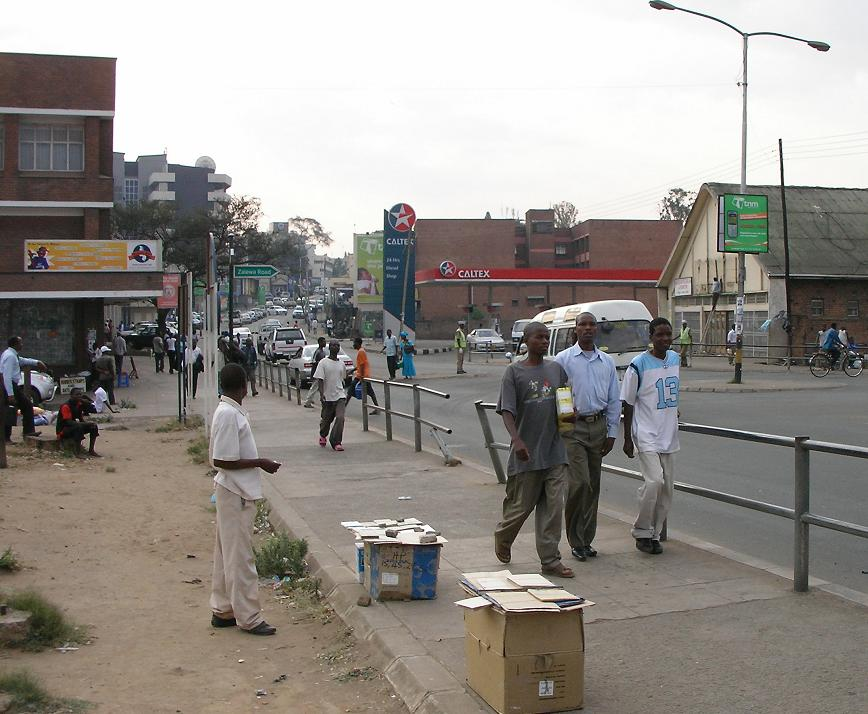
Blick auf die Glyn Jones Road
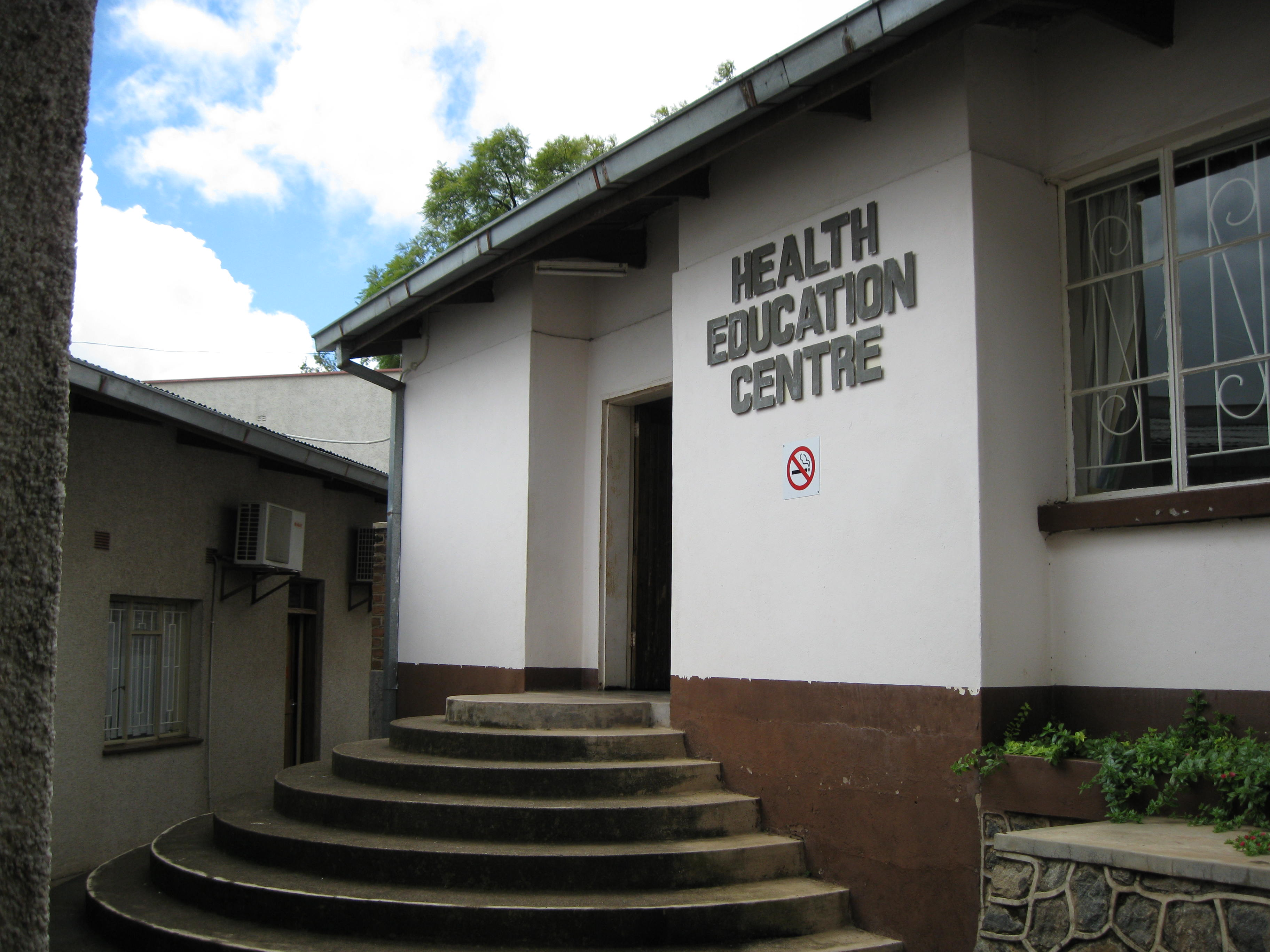
Health Education Centre in Blantyre

## Klimatabelle
|                       | Jan  | Feb  | Mär  | Apr  | Mai  | Jun  | Jul  | Aug  | Sep  | Okt  | Nov  | Dez  |   |      |
| Mittl. Tagesmax. (°C) | 28,1 | 27,8 | 27,3 | 27,1 | 25,9 | 24,1 | 23,4 | 26,0 | 28,5 | 31,3 | 30,2 | 29,1 | ⌀ | 27,4 |
| Mittl. Tagesmin. (°C) | 19,9 | 19,8 | 18,9 | 17,8 | 15,6 | 13,7 | 13,2 | 14,5 | 16,8 | 19,4 | 20,1 | 20,1 | ⌀ | 17,5 |
|                       |      |      |      |      |      |      |      |      |      |      |      |      |   |      |
| Niederschlag (mm)     | 203  | 177  | 119  | 39   | 10   | 4    | 3    | 1    | 5    | 20   | 81   | 164  | Σ | 826  |
|                       |      |      |      |      |      |      |      |      |      |      |      |      |   |      |
| Sonnenstunden (h/d)   | 6,4  | 6,5  | 7,0  | 7,9  | 8,4  | 7,9  | 7,5  | 8,4  | 9,0  | 8,9  | 7,6  | 6,4  | ⌀ | 7,7  |
|                       |      |      |      |      |      |      |      |      |      |      |      |      |   |      |
| Regentage (d)         | 15   | 13   | 11   | 6    | 2    | 1    | 0    | 0    | 0    | 2    | 8    | 15   | Σ | 73   |
|                       |      |      |      |      |      |      |      |      |      |      |      |      |   |      |
| Luftfeuchtigkeit (%)  | 80   | 79   | 78   | 75   | 70   | 68   | 61   | 56   | 56   | 48   | 59   | 76   | ⌀ | 67,1 |

| 19,9 |

| 19,8 |

| 18,9 |

| 17,8 |

| 15,6 |

| 13,7 |

| 13,2 |

| 14,5 |

| 16,8 |

| 19,4 |

| 20,1 |

| 20,1 |

| 19,9 |

| 19,8 |

| 18,9 |

| 17,8 |

| 15,6 |

| 13,7 |

| 13,2 |

| 14,5 |

| 16,8 |

| 19,4 |

| 20,1 |

| 20,1 |